# Bandiera del Sole Nascente

Insegna navale utilizzata dalla Marina imperiale giapponese (dal 1889 al 1945).

Bandiera di guerra dell'Esercito imperiale giapponese (utilizzata dal 1870 al 1945).

Insegna navale utilizzata dalla alla Japan Maritime Self-Defense Force (dal 1954 a oggi).

La bandiera a otto raggi utilizzata dalle Japan Ground Self-Defense Force.

La bandiera del Sole Nascente (旭日旗?, Kyokujitsu-ki) è la bandiera militare giapponese. Introdotta nel periodo Edo, è riconosciuta come simbolo di buon auspicio e portafortuna. Durante la restaurazione Meiji divenne bandiera nazionale.
Una variante della bandiera di guerra fu modificata e continuò a essere usata dalle Forze di difesa giapponesi, e il suo design è utilizzato da molte aziende per i loro prodotti commerciali. A causa del suo impiego durante la conquista dell'Asia e la guerra del Pacifico, è considerata offensiva in Corea del Sud e Cina, dove è associata al militarismo e all'imperialismo giapponese.

## Aspetto
Lo stile è simile a quello della bandiera del Giappone, ma con l'aggiunta dei sedici raggi (in ossequio alla "Terra del Sol Levante"). Durante la Restaurazione Meiji, nel 1870, venne adottata come bandiera nazionale. Successivamente anche l'esercito e la marina imperiale giapponese adottarono la medesima bandiera. L'aspetto dell'insegna navale tuttavia differiva leggermente da quella della bandiera delle forze armate di terra, poiché il caratteristico sole rosso era decentrato verso il pennone, mentre nella versione dell'esercito era centrato. La marina giapponese adottò questa bandiera nel 1889. Fu usata nelle missioni marittime dal periodo Meiji fino alla Seconda guerra mondiale. Dopo la sconfitta del Giappone nel 1945 l'esercito e la marina imperiale si dissolsero, e la bandiera andò in disuso. Con la ristabilizzazione delle Forze di autodifesa venne riutilizzata a partire dal 1954. La bandiera a 16 raggi è l'insegna delle Forze di autodifesa marittime mentre le forze di terra ne usano una versione a otto raggi.

## Percezione attuale
La bandiera ha una cattiva reputazione in Paesi storicamente antigiapponesi come Cina e Corea del Sud, dove è associata al militarismo e all'imperialismo. Durante le olimpiadi di Pechino, i giapponesi furono ammoniti di non sventolare la bandiera in modo da non causare problemi ai cinesi.
In Giappone può essere osservata a manifestazioni sportive oppure a proteste e manifestazioni politiche, dove i gruppi più estremisti, come ad esempio gli Uyoku dantai, la utilizzano come simbolo patriottico. La bandiera del Sole Nascente appare anche su confezioni di prodotti commerciali e il suo disegno è usato dal popolare quotidiano Asahi Shinbun o ancora viene usata come parte delle caratteristiche bandiere tairyō-ki (大漁旗? "Bandiere della buona pesca") utilizzate dai pescatori per segnalare imbarcazioni con un grande carico di pesce.

## Esempi di uso del Sole Nascente

### Arte

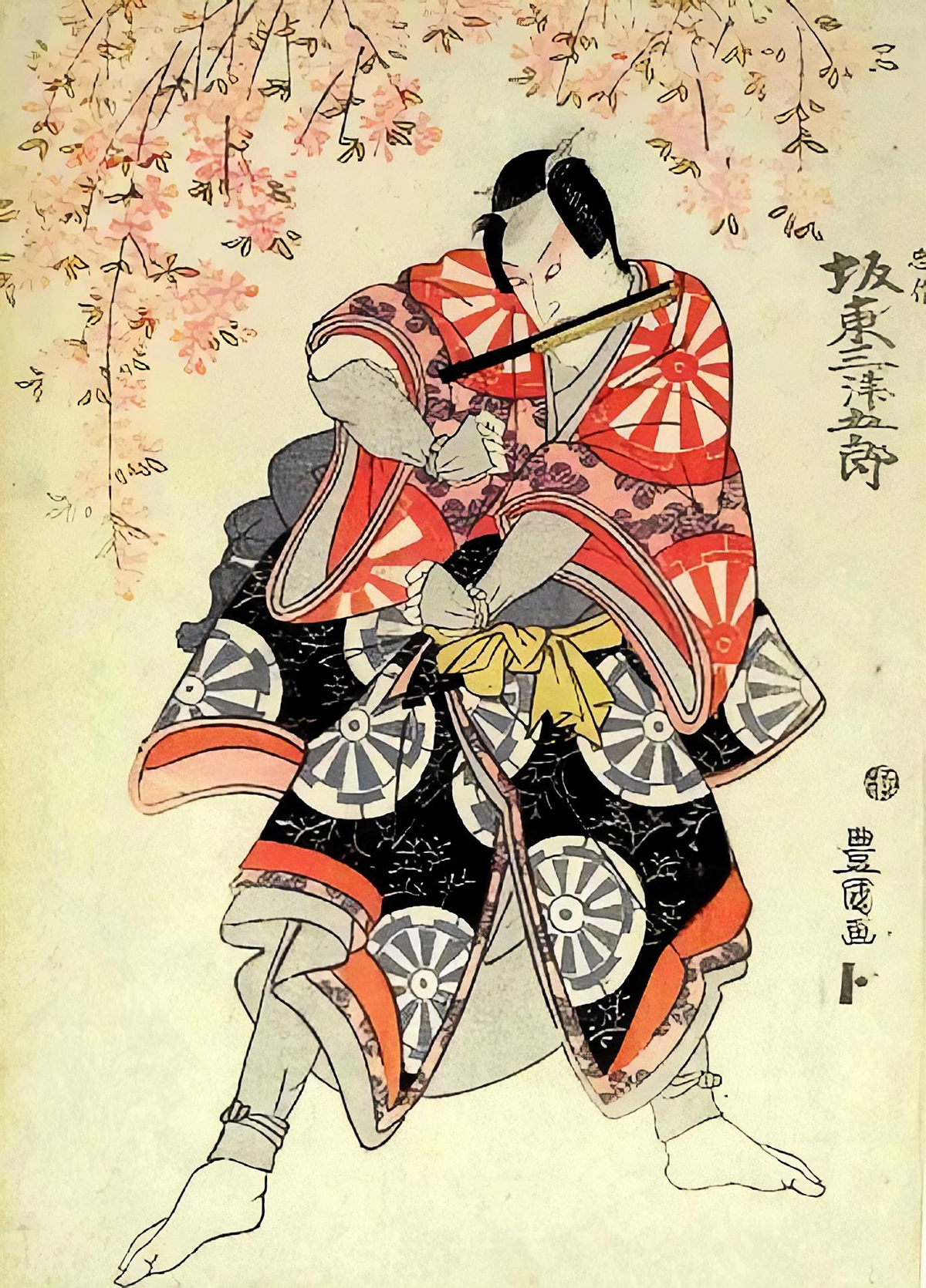
Kabuki actor Bandō Mitsugorō III (c1822)
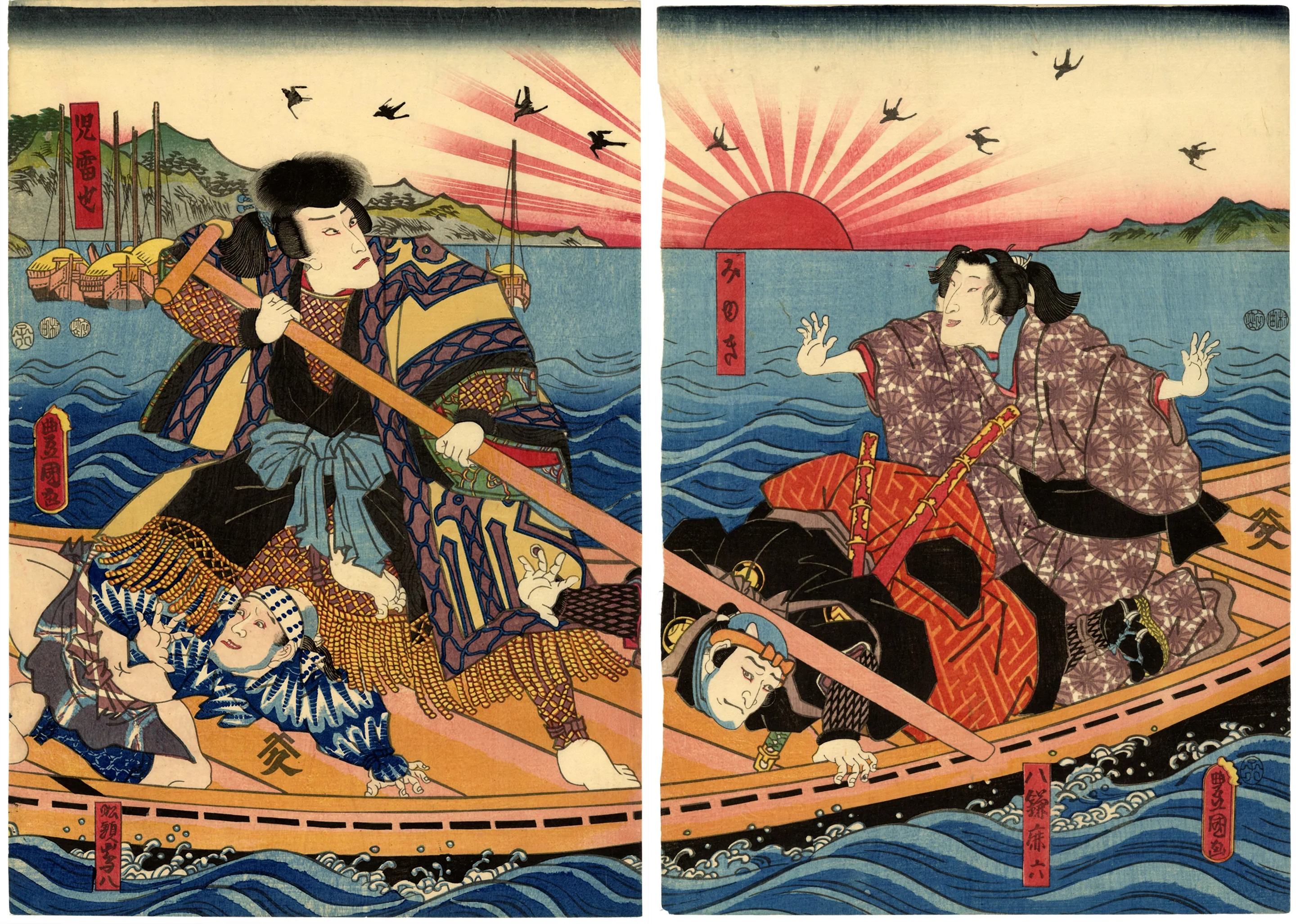
Jiraiya, Alba e barca, Ukiyo-e di Utagawa Kunisada (1852).
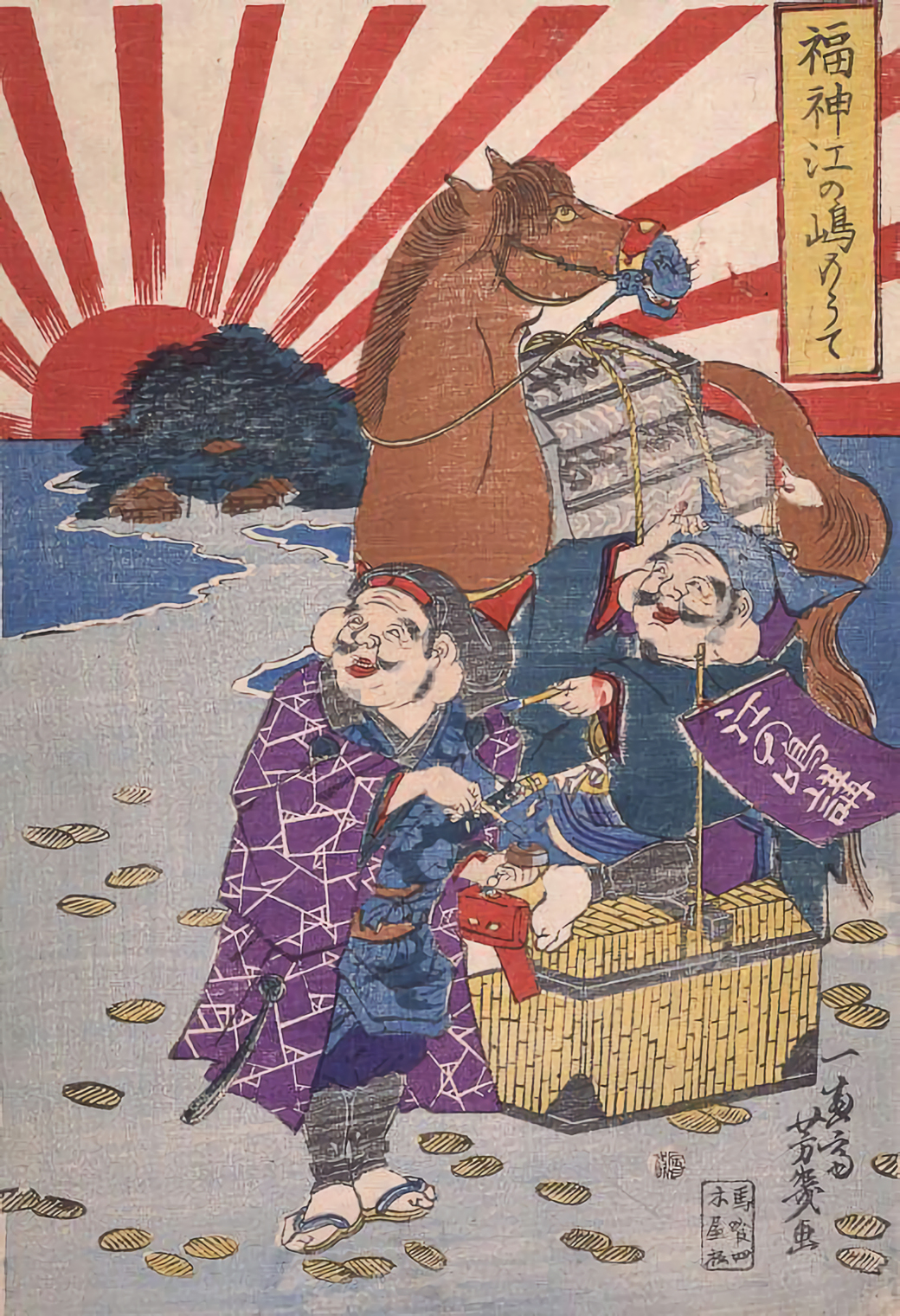
Visita di Lucky Gods a Enoshima, stampa ukiyo-e di Utagawa Yoshiiku, 1869
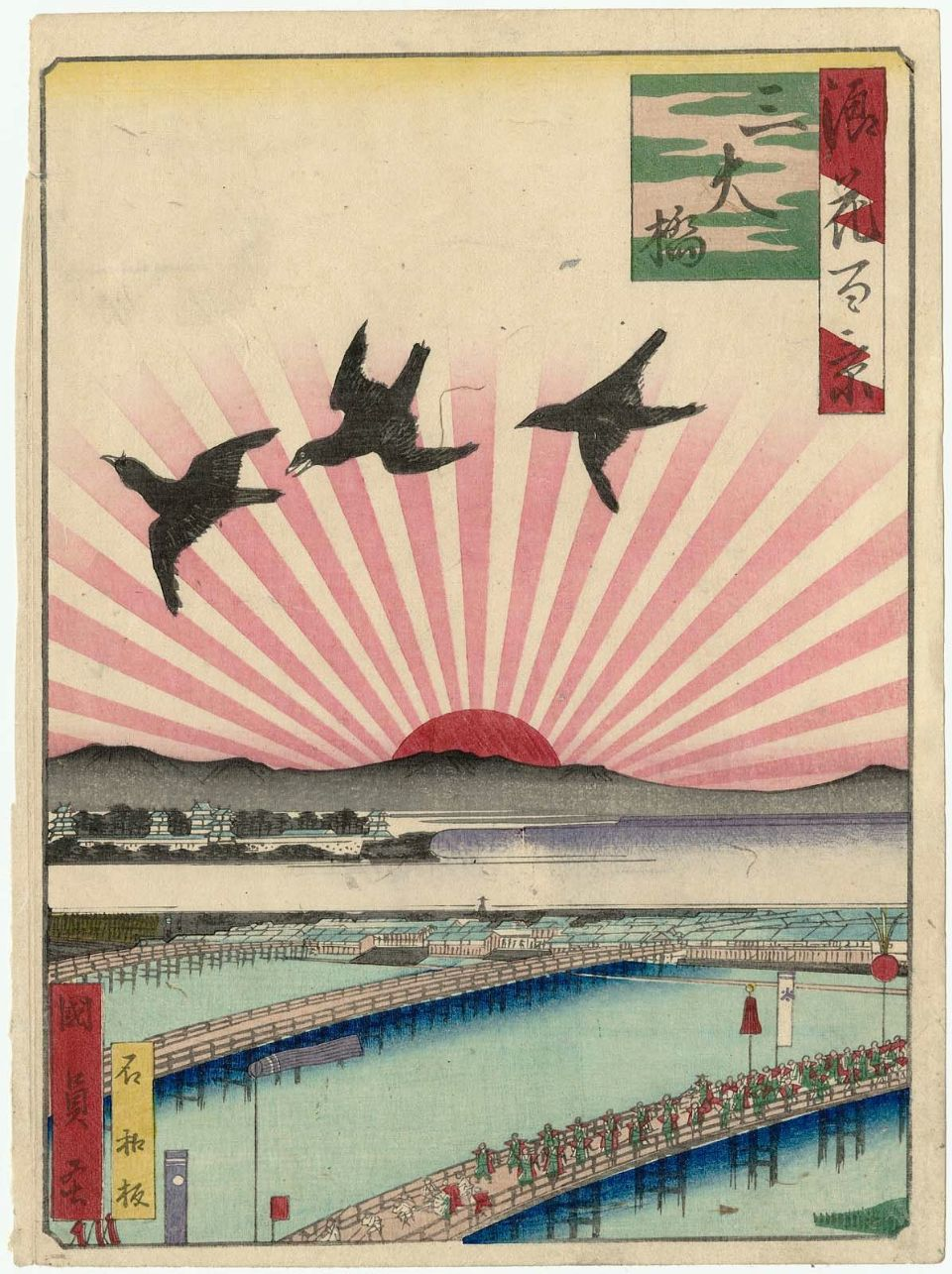
Cento vedute di Osaka, tre grandi ponti, stampa ukiyo-e di Utagawa Kunikazu, 1854. La composizione del sole mattutino che sorge dietro il ponte Nanhwa Three.
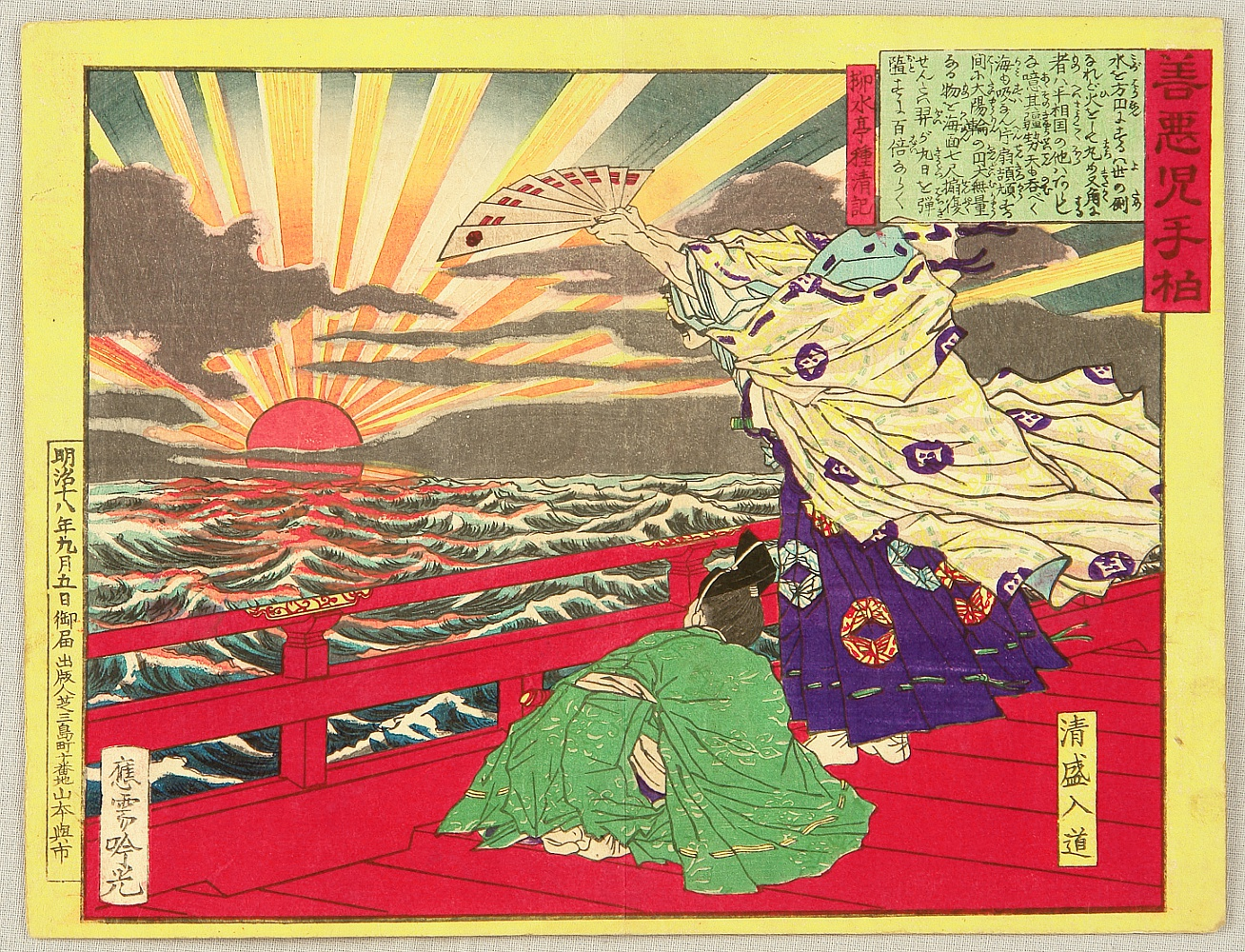
Da "Mano del bambino buono e cattivo", "Ingresso Kiyomori" (Adachi Ginbo, 1885)
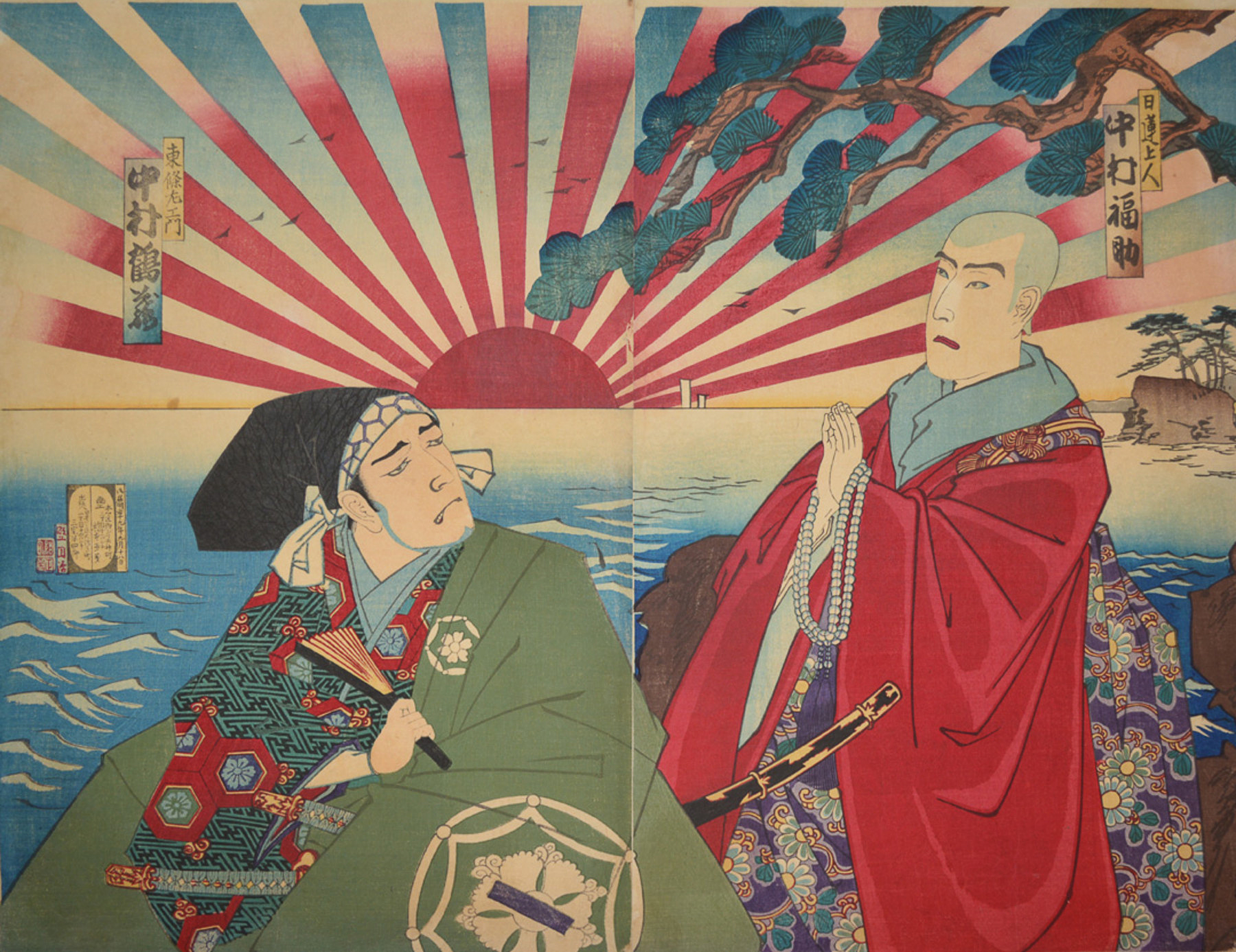
L'attore Kabuki Nakamura Fukusuke nei panni di Nichiren Shonin e Nakamura Kakuzo nei panni di Tojo Saemon di Toyohara Kunichika (1886)
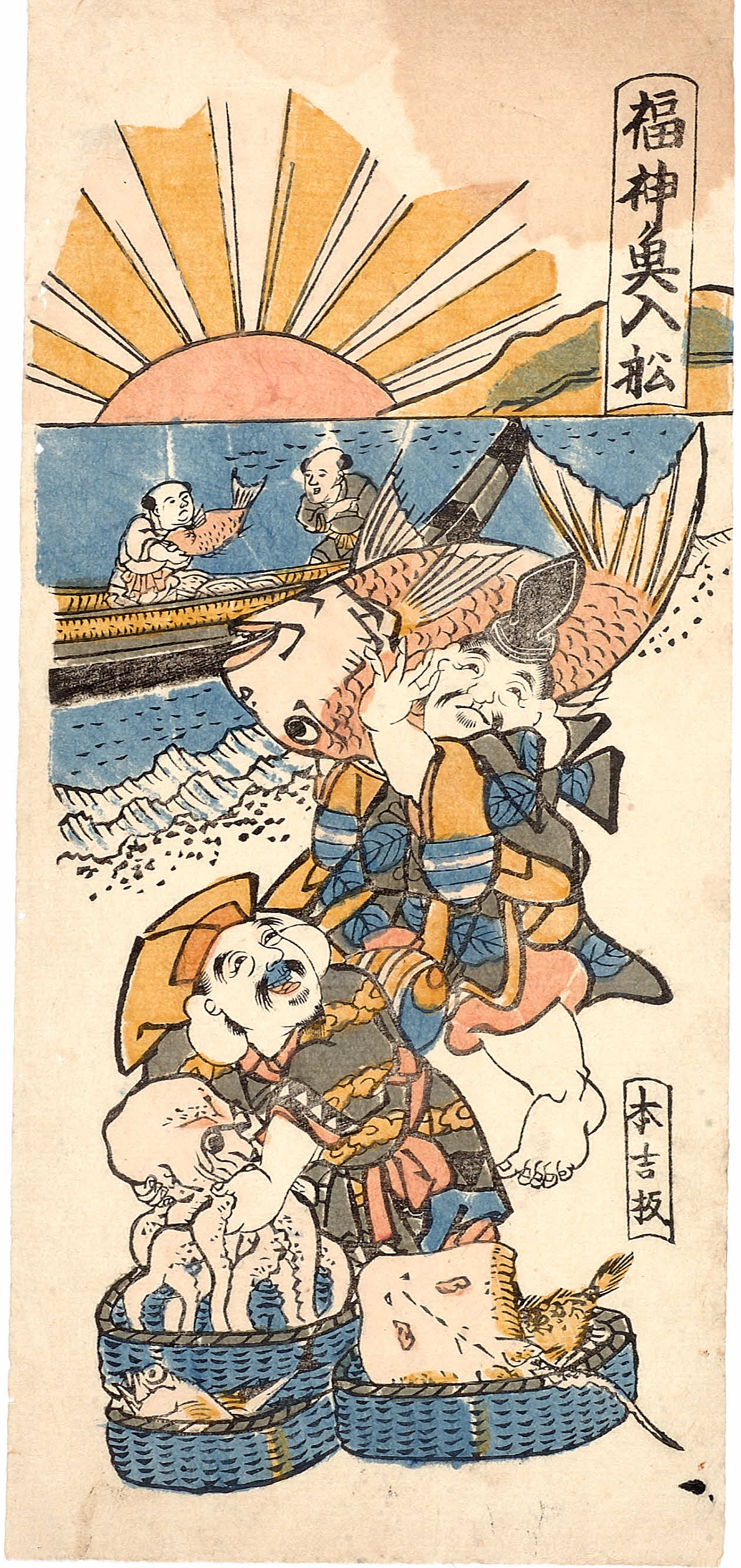
"Fugitoshi Fish Entering" (autore sconosciuto, periodo Edo del XIX secolo)
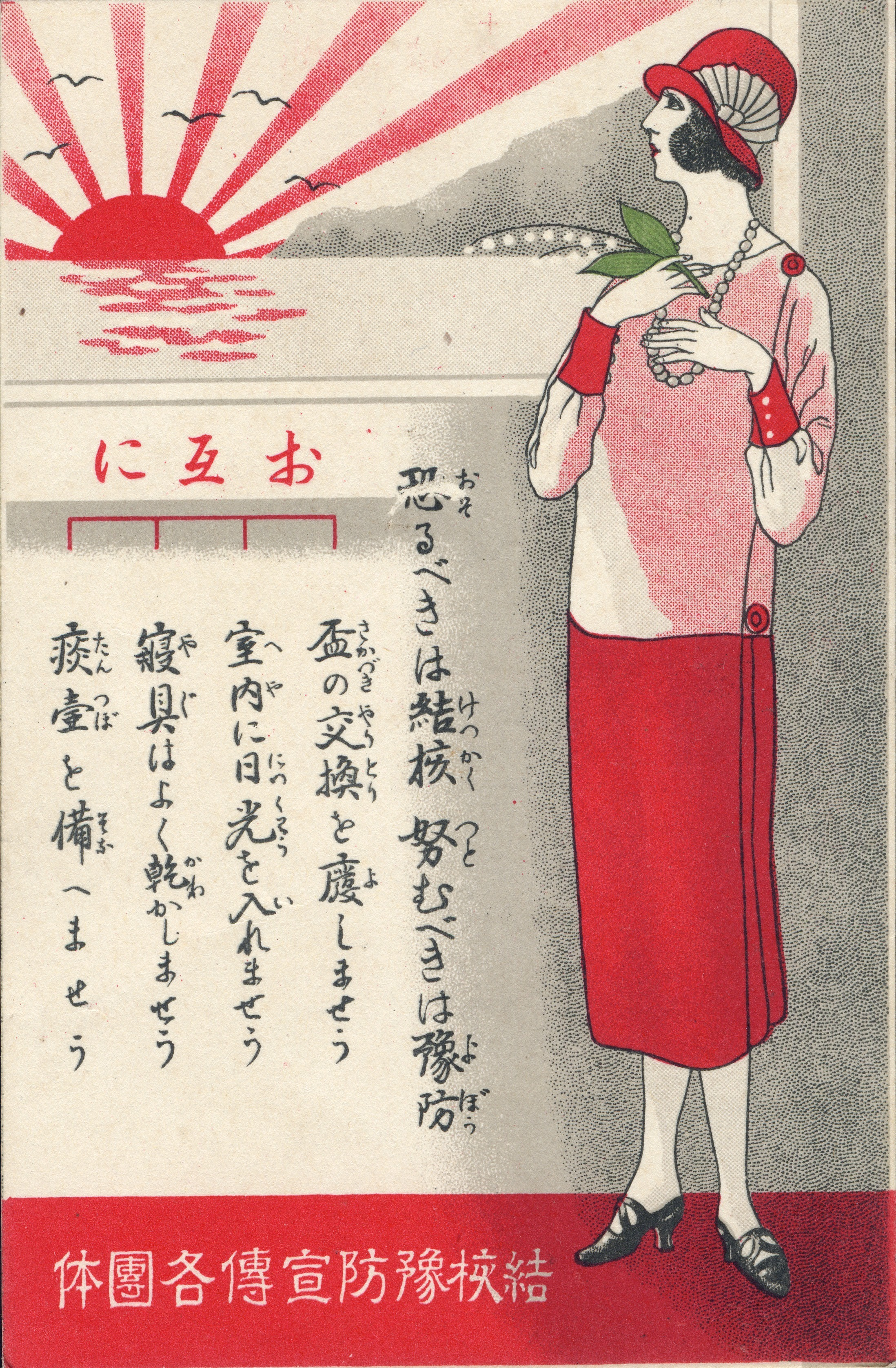
La cartolina dei gruppi anti-tubercolosi in Giappone (27 giugno 1925)
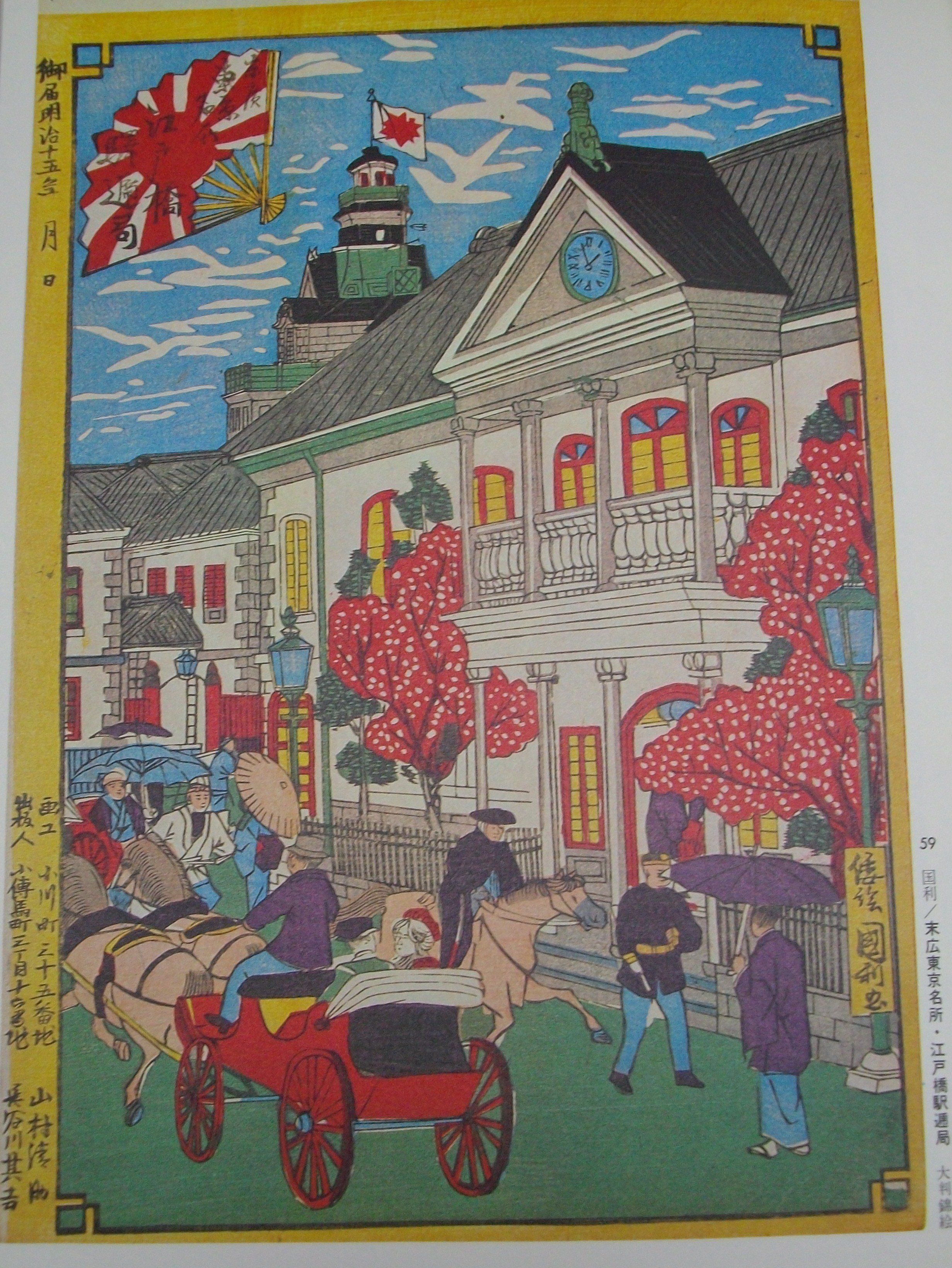
Suehiro Tokyo Sights - l'ufficio delle comunicazioni e dei trasporti di Edobashi (1882)

### Prodotti

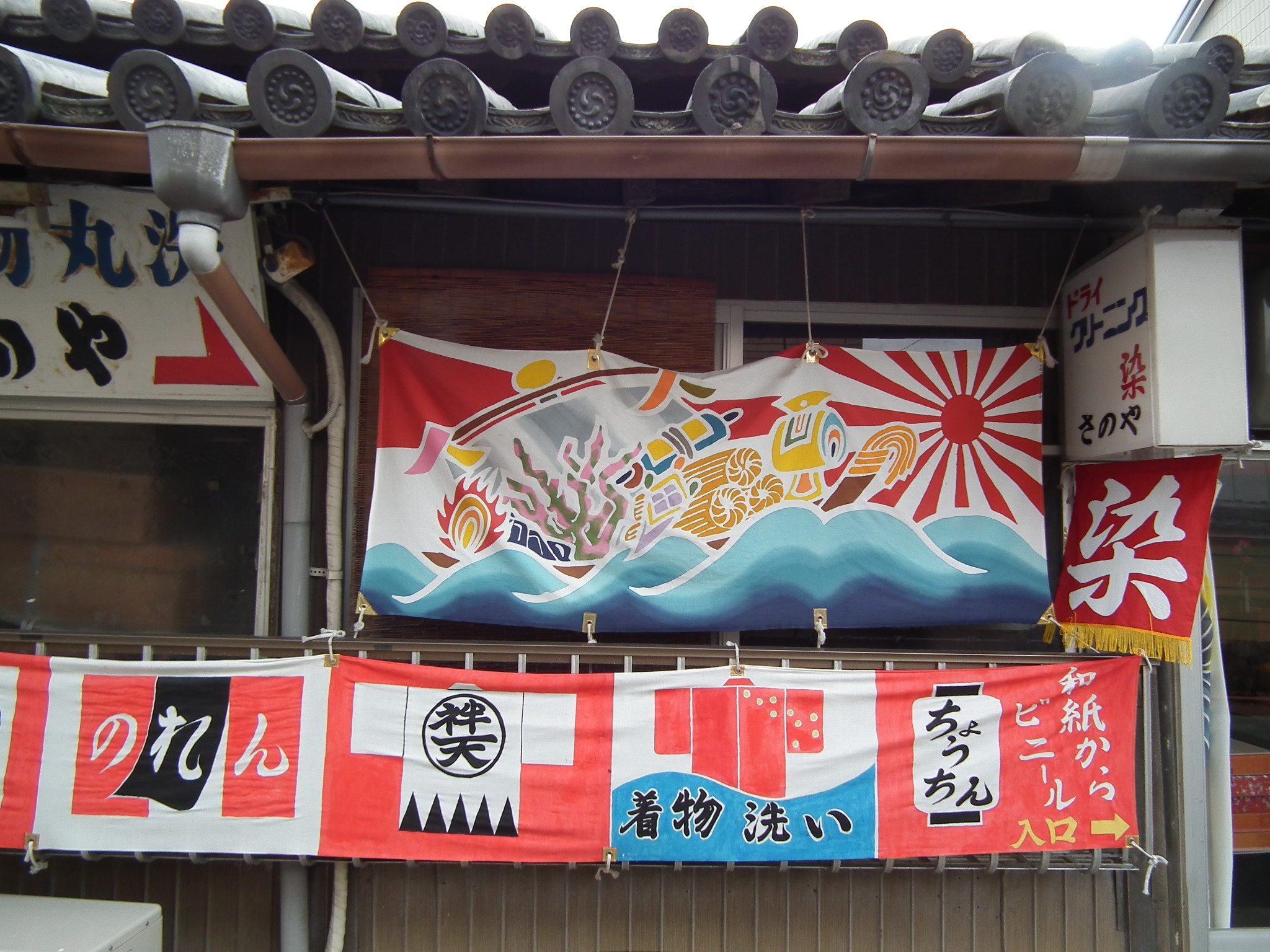
Tairyō-bata è una tradizionale bandiera giapponese dei pescatori. Oggi è usato come bandiera decorativa su navi e per feste ed eventi.
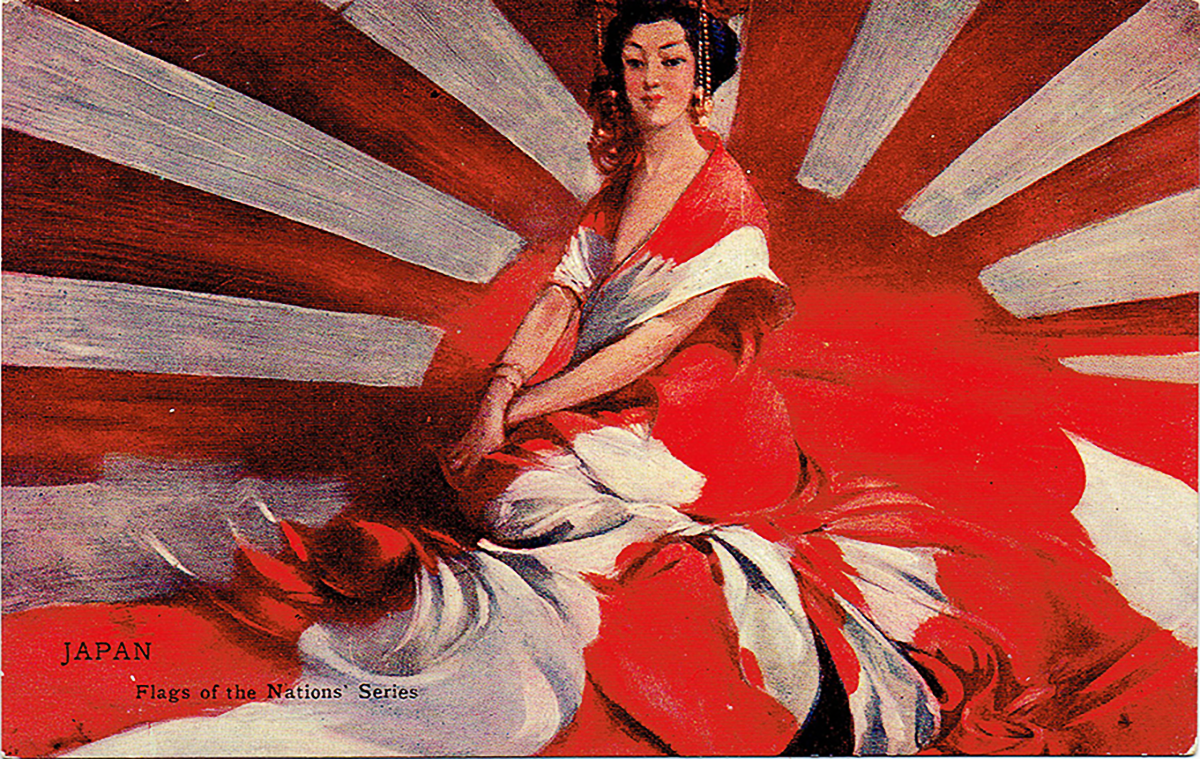
Cartolina di una donna giapponese avvolta nella bandiera del Sol Levante del Giappone (1910).
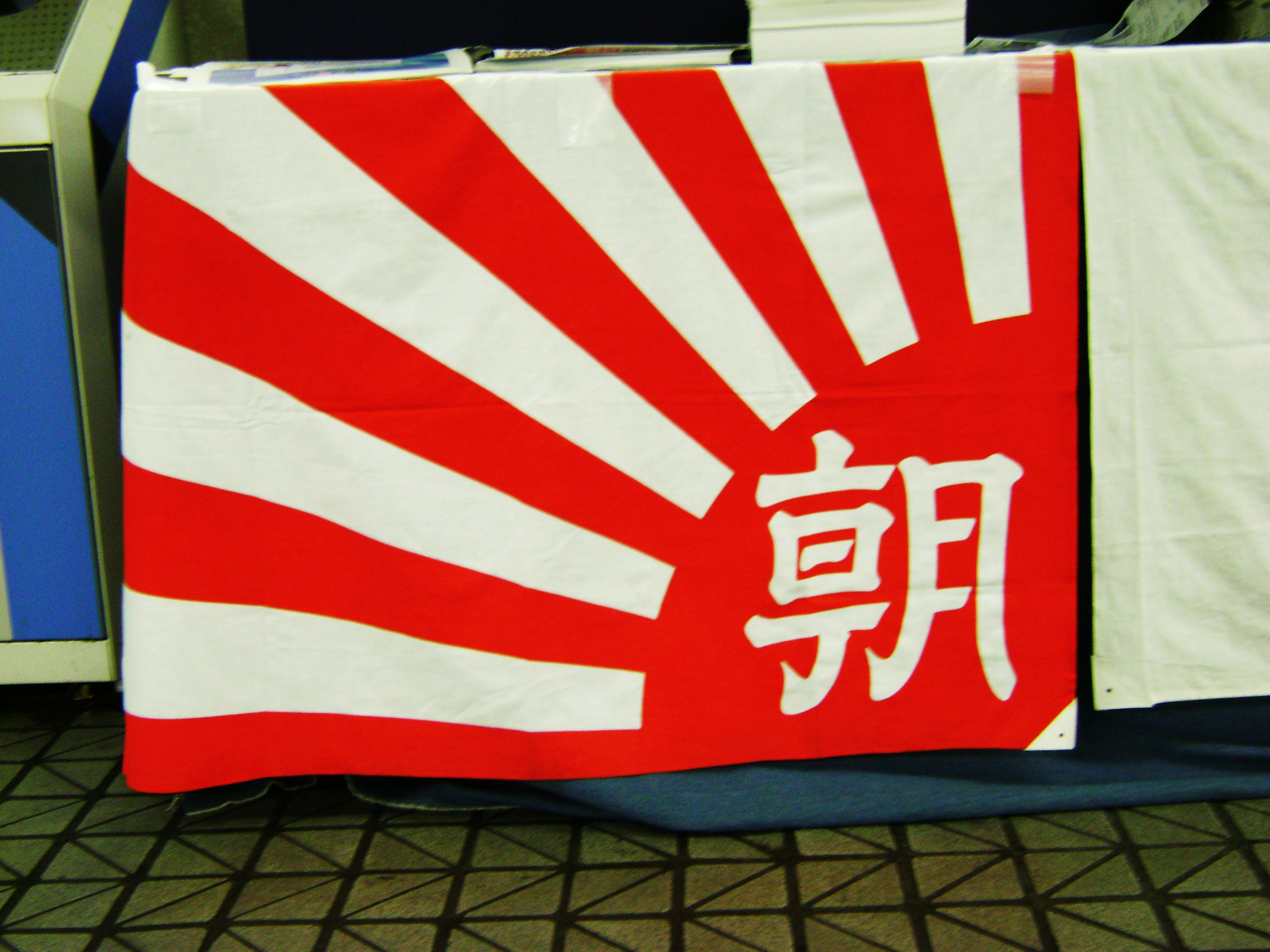
Bandiera della Compagnia Asahi Shimbun dal 1889
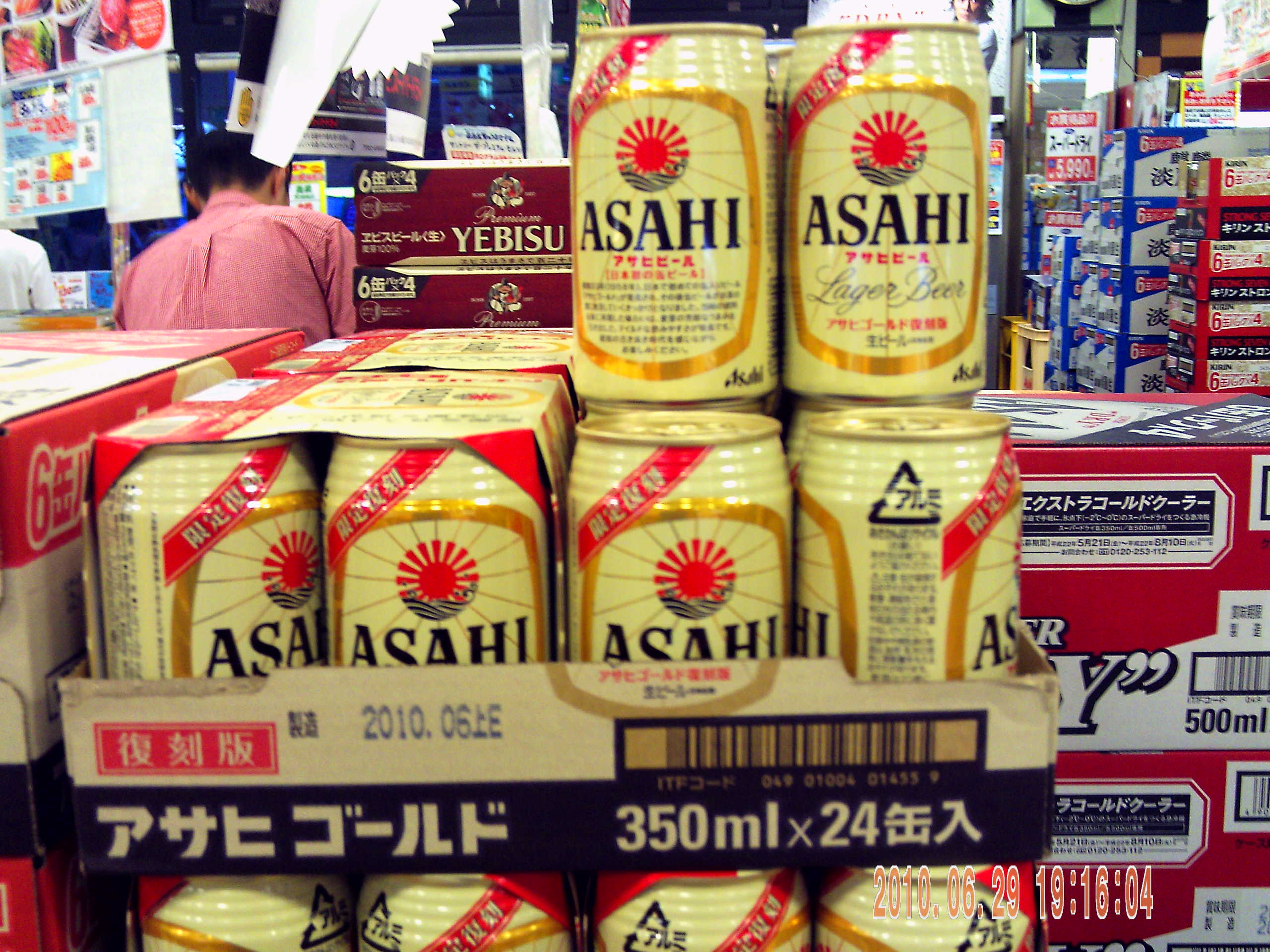
Asahi Birra d'Oro
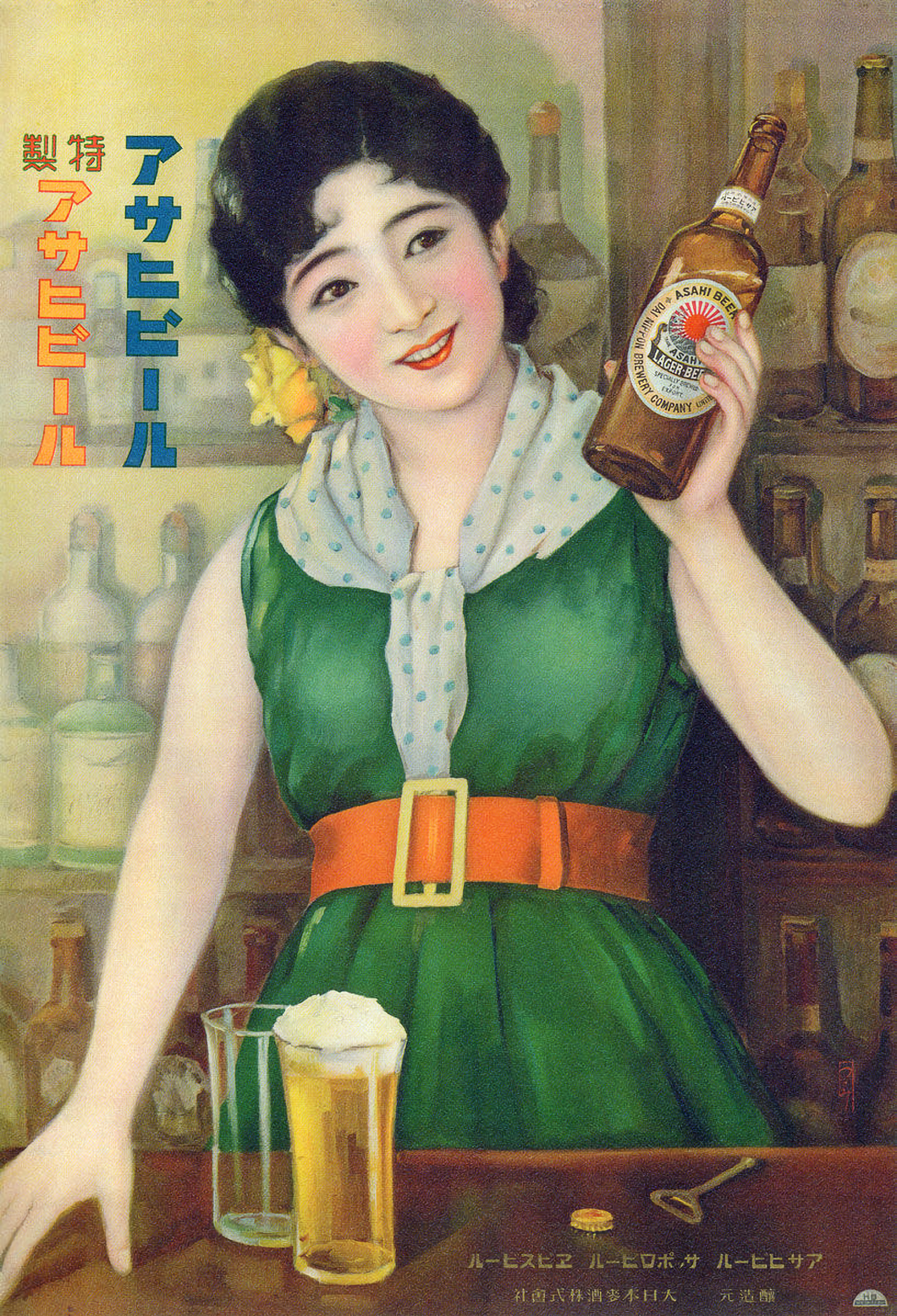
Asahi Beer manifesto. Il logo Asahi è sull'etichetta della bottiglia, 1920.
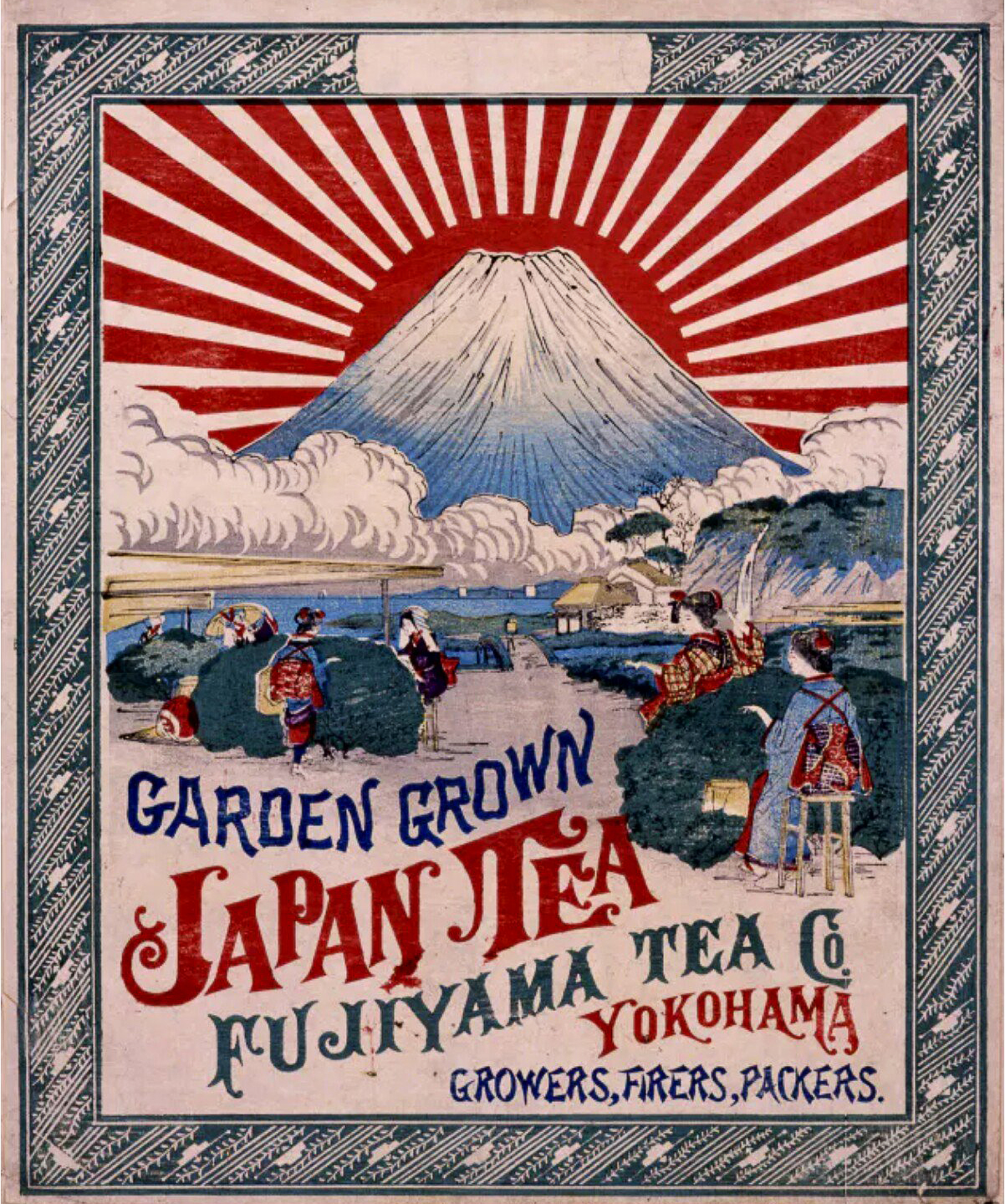
Etichetta della scatola di legno (Fujiyama Tea Co.) di tè giapponese (tè verde) per l'esportazione nel periodo Meiji / Taisho. Una tale etichetta si chiamava orchidea.
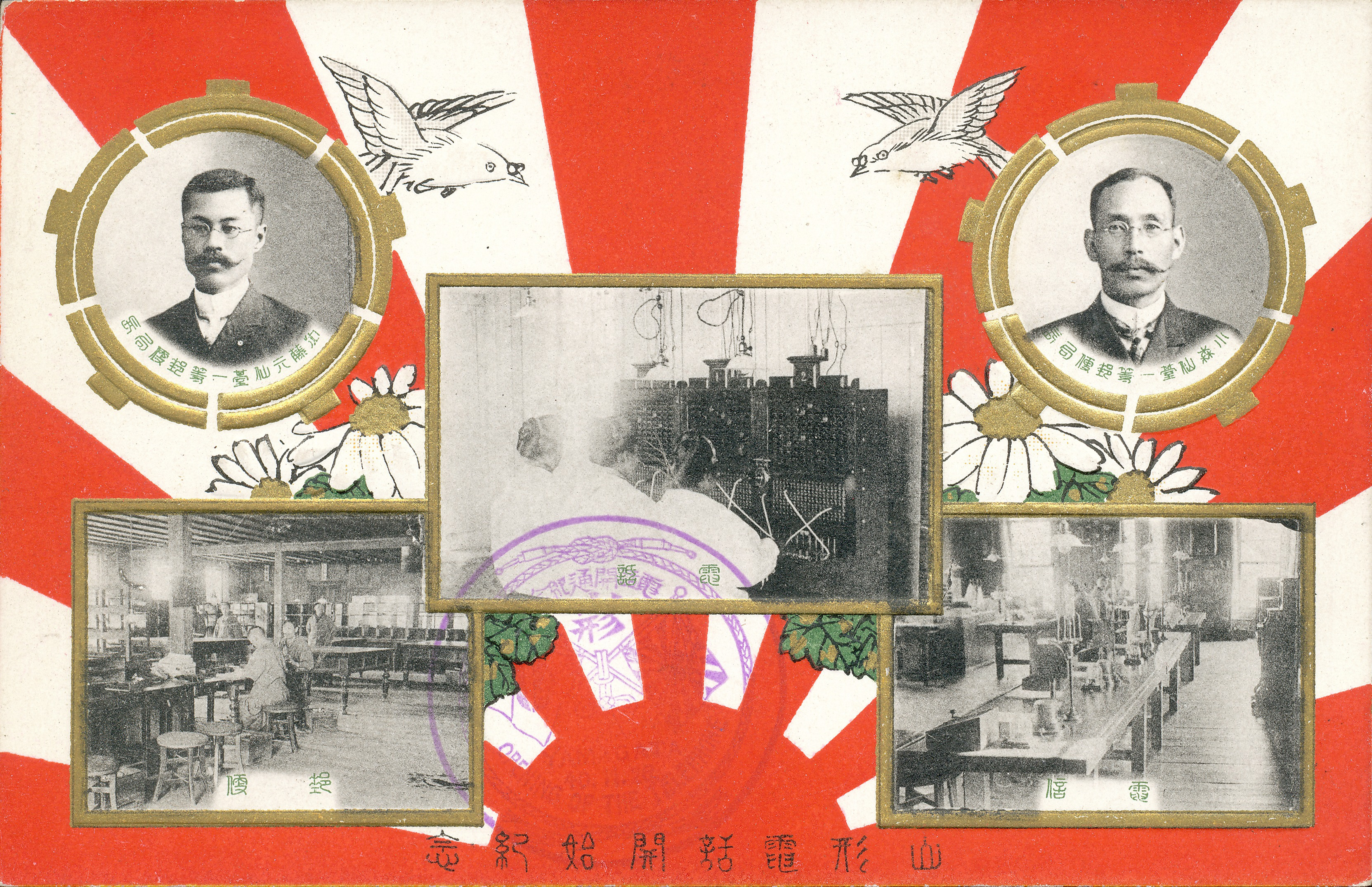
Cartolina "anniversario del lancio del telefono Yamagata" (ufficio postale di Yamagata, 1907). Il servizio di centralino telefonico iniziò a Yamagata il 26 novembre 1868.
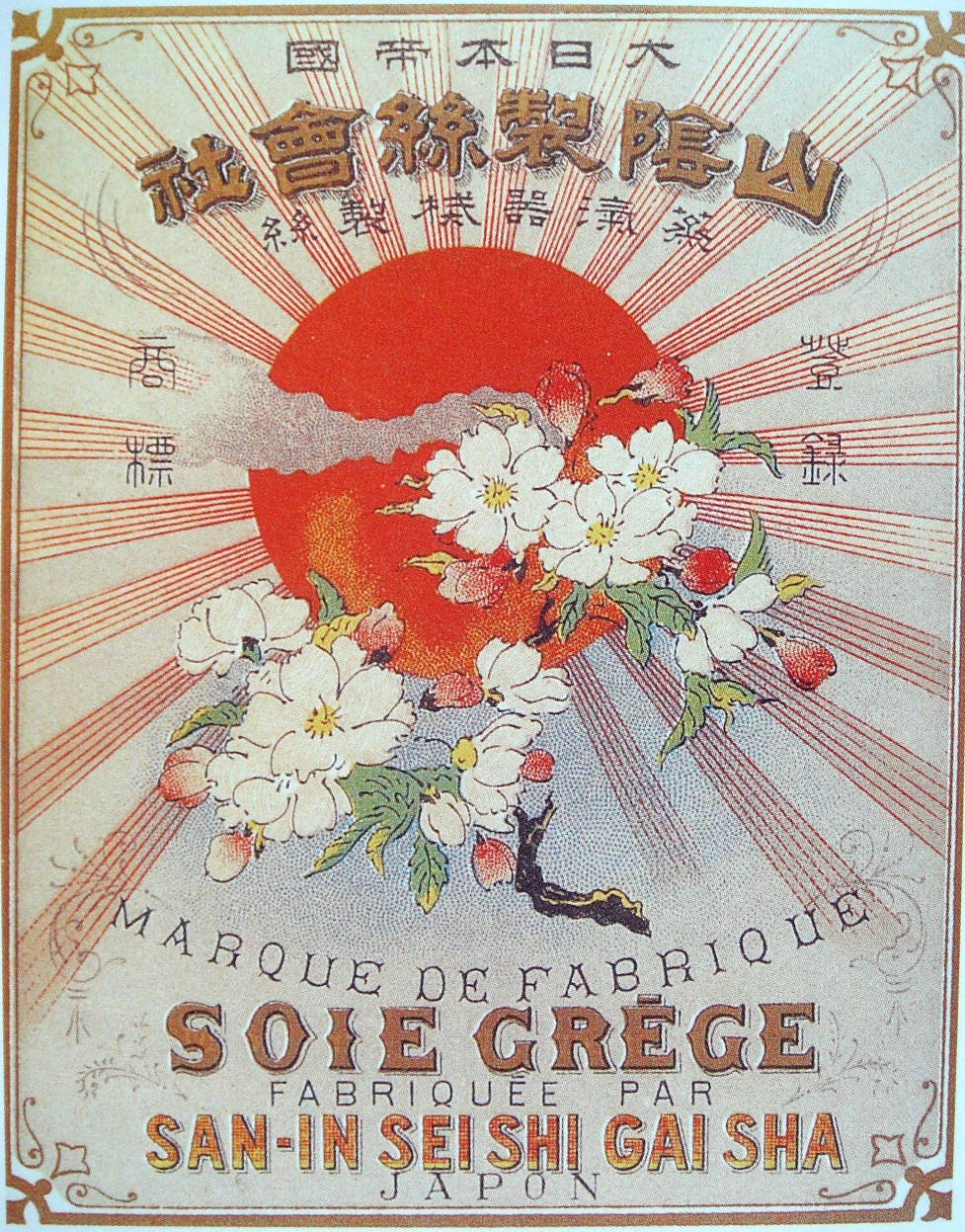
Pacchetto adesivo in seta grezza giapponese (in francese e giapponese) (1880)

### Gli sport

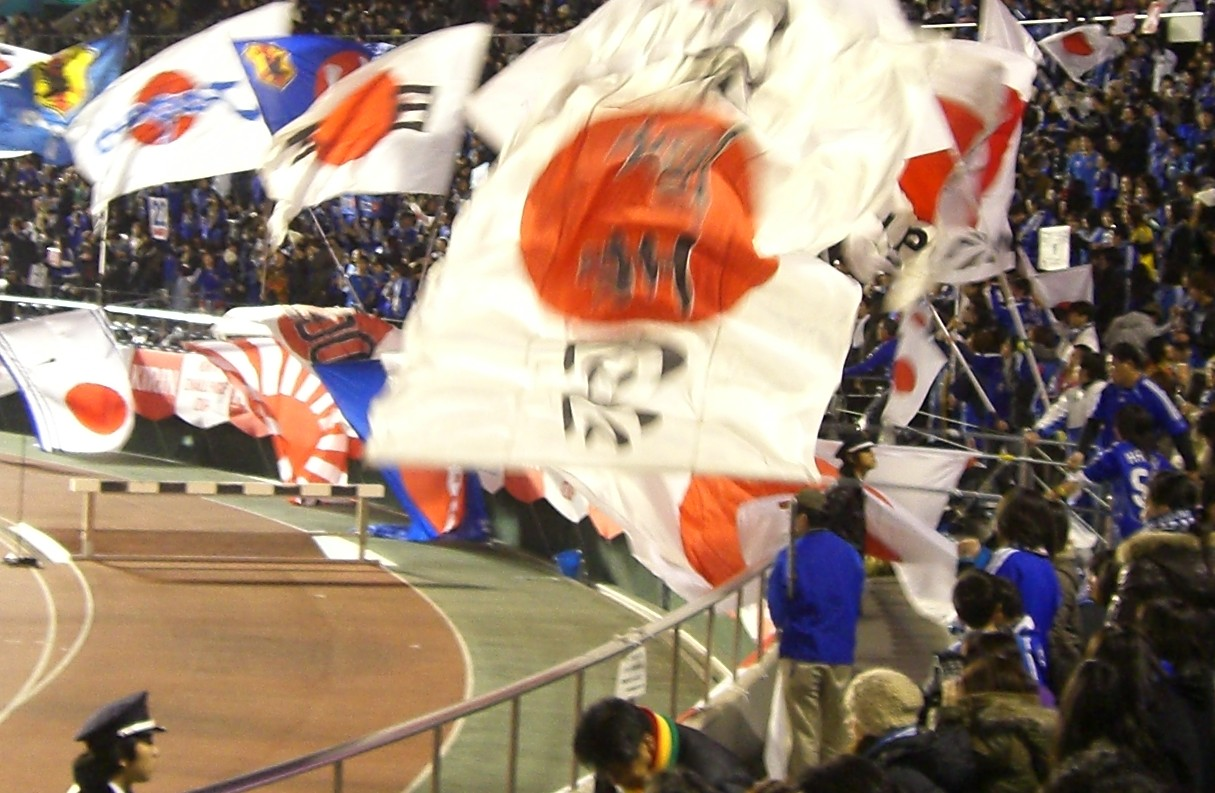
I tifosi giapponesi hanno sventolato una bandiera del Rising Sun durante una partita tra Giappone e Bosnia ed Erzegovina nel gennaio 2008.
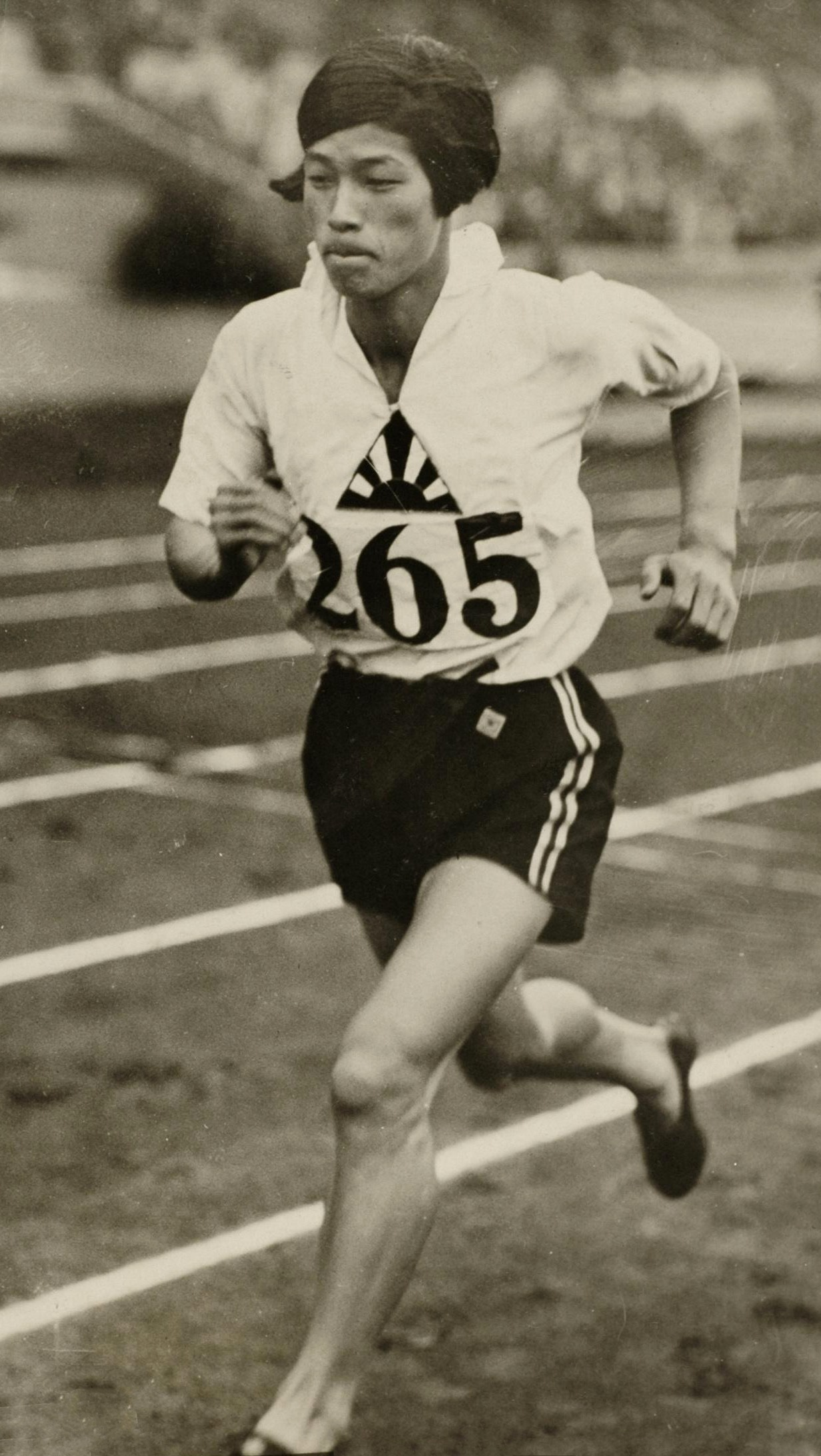
Atleta giapponese Kinue Hitomi alle Giochi della IX Olimpiade (1928)

### Rikujō Jieitai

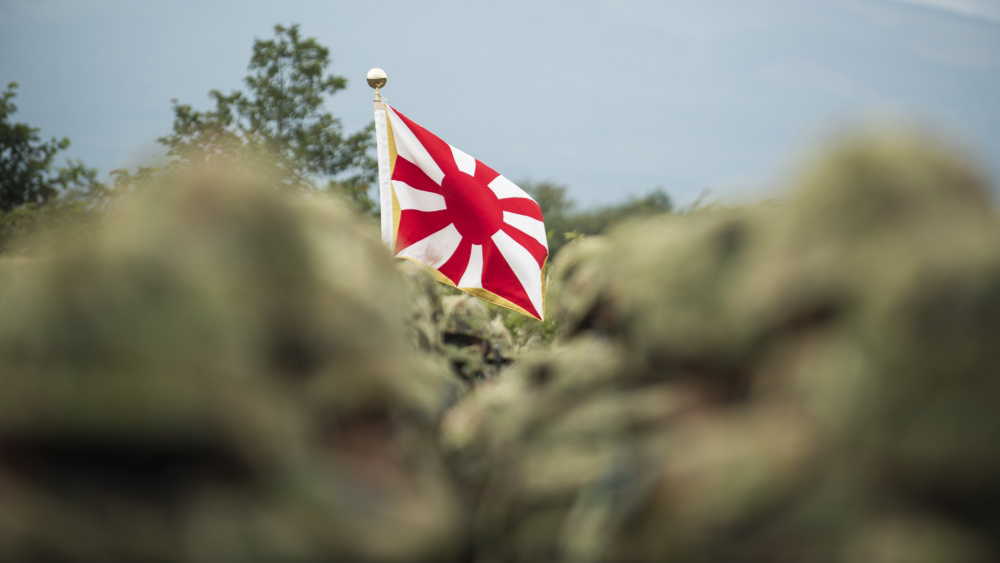
Rikujō Jieitai bandiera
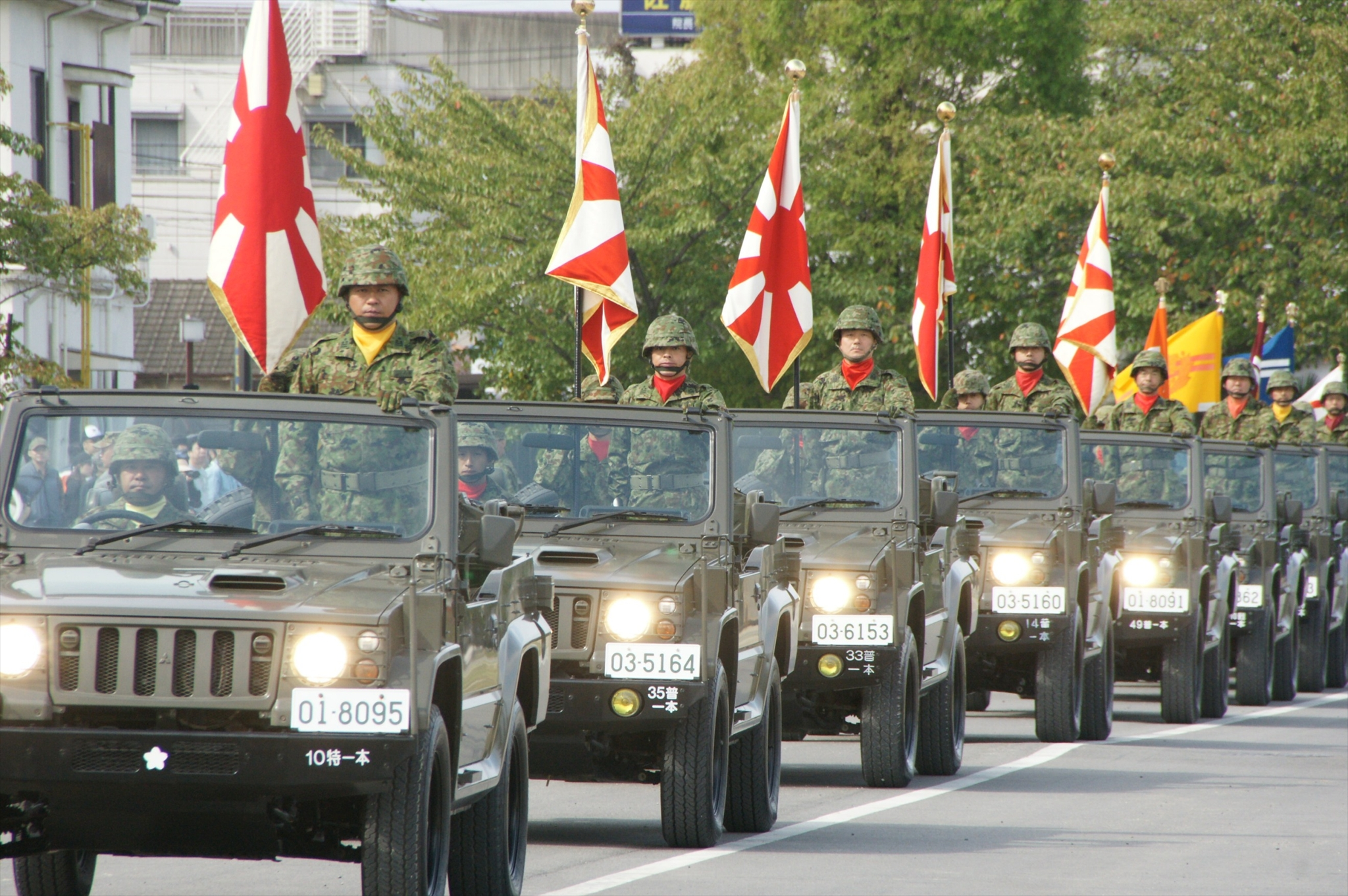
Visualizzazione marcia da parte delle truppe del veicolo del reggimento JGSDF con la bandiera del Rikujō Jieitai
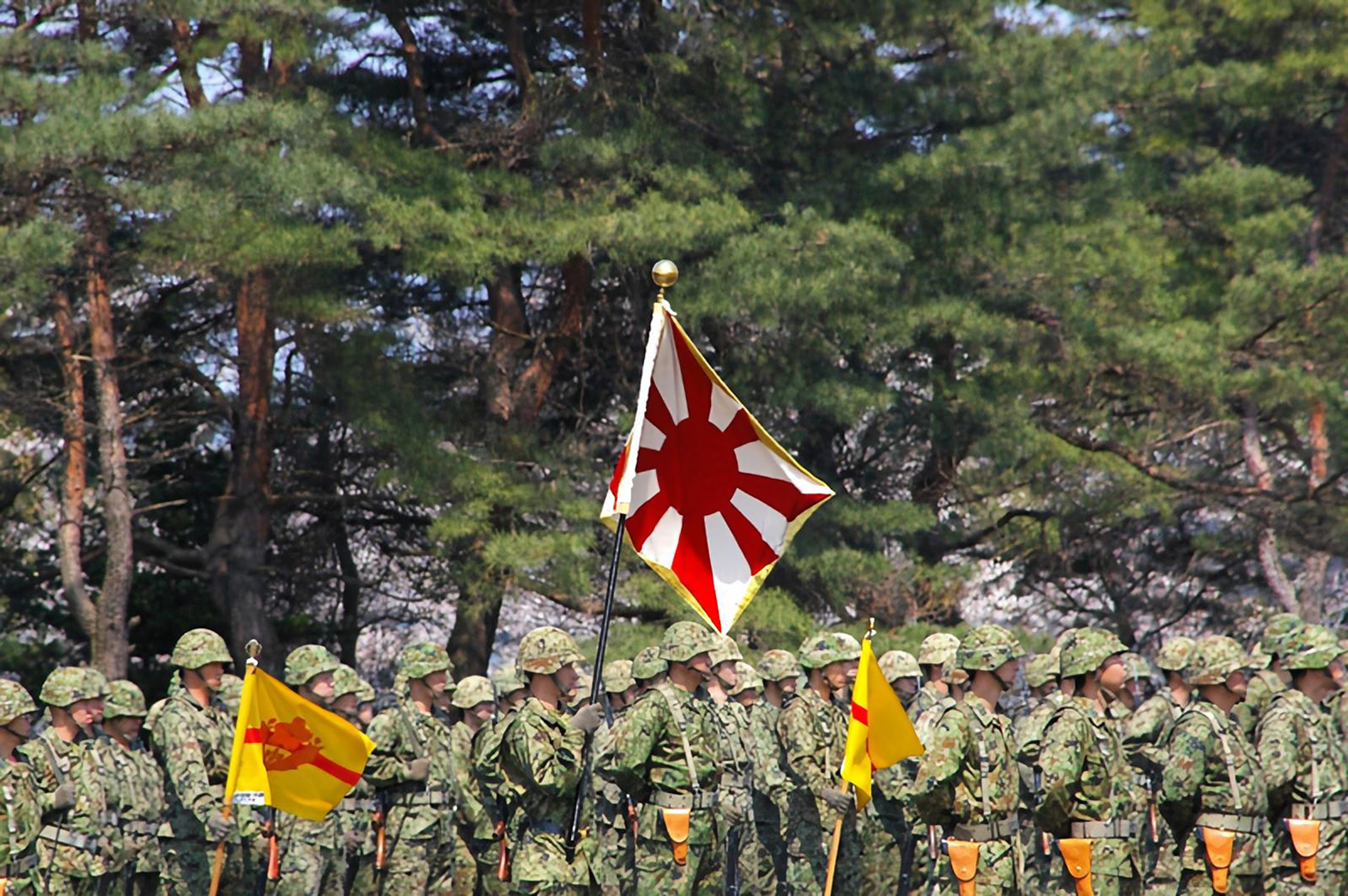
Rikujō Jieitai Evento commemorativo del sito di pietre preziose di Utsunomiya con la bandiera delle forze di autodifesa
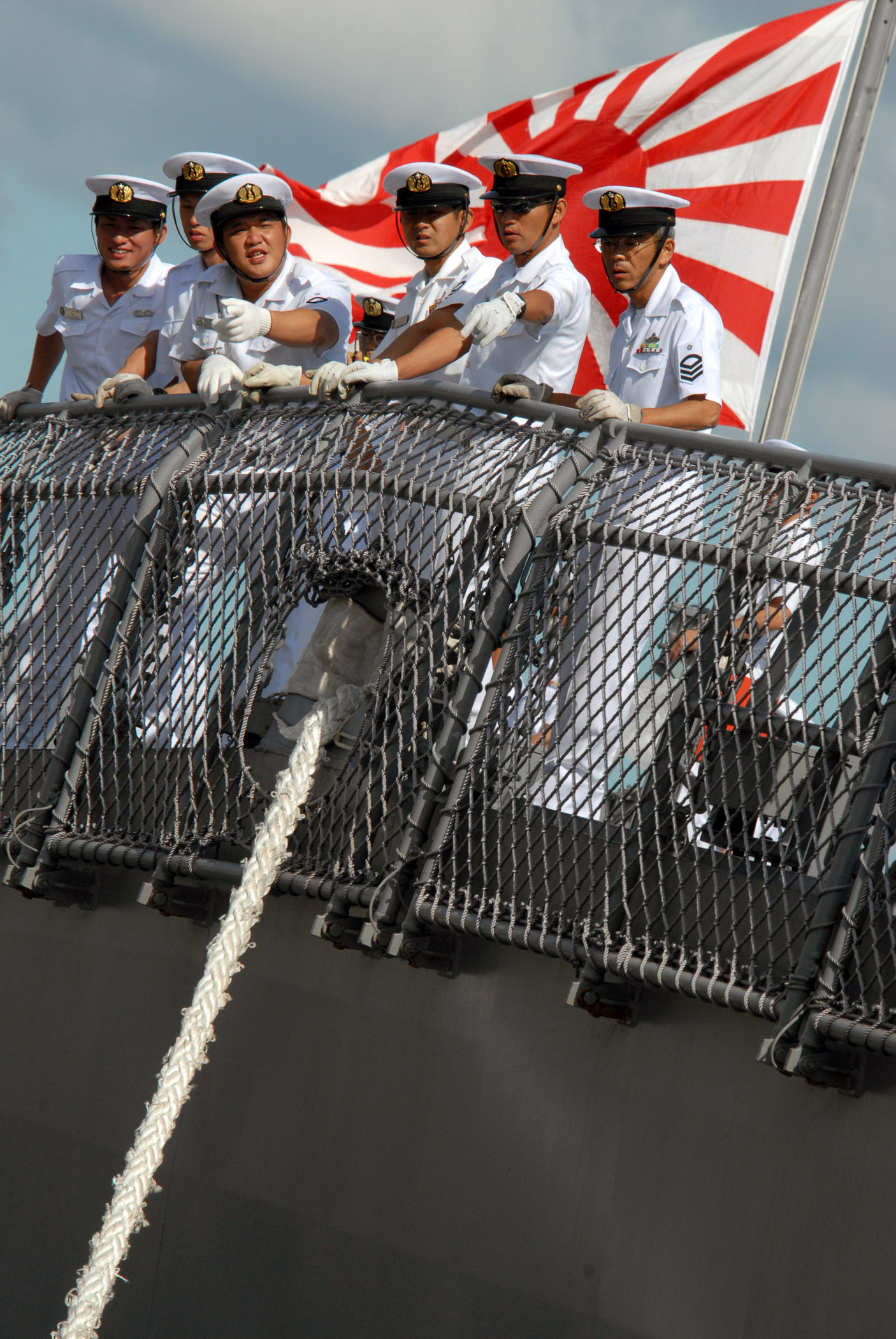
Kaijō Jieitai membri dell'equipaggio di JDS  Kongō
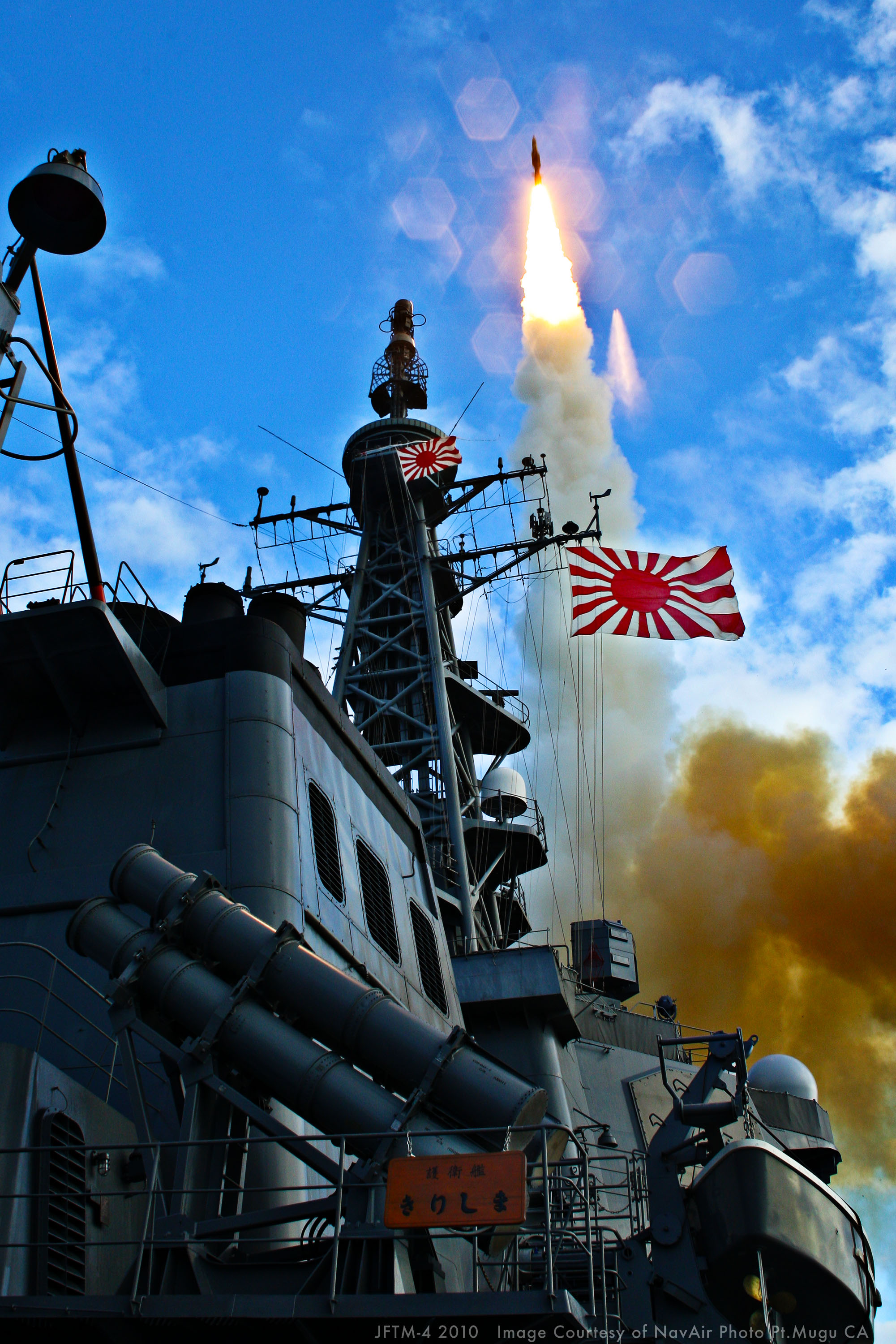
Un missile SM-3 (Block 1A) viene lanciato dal cacciatorpediniere Japan Maritime Self-Defense Force JDS Kirishima.
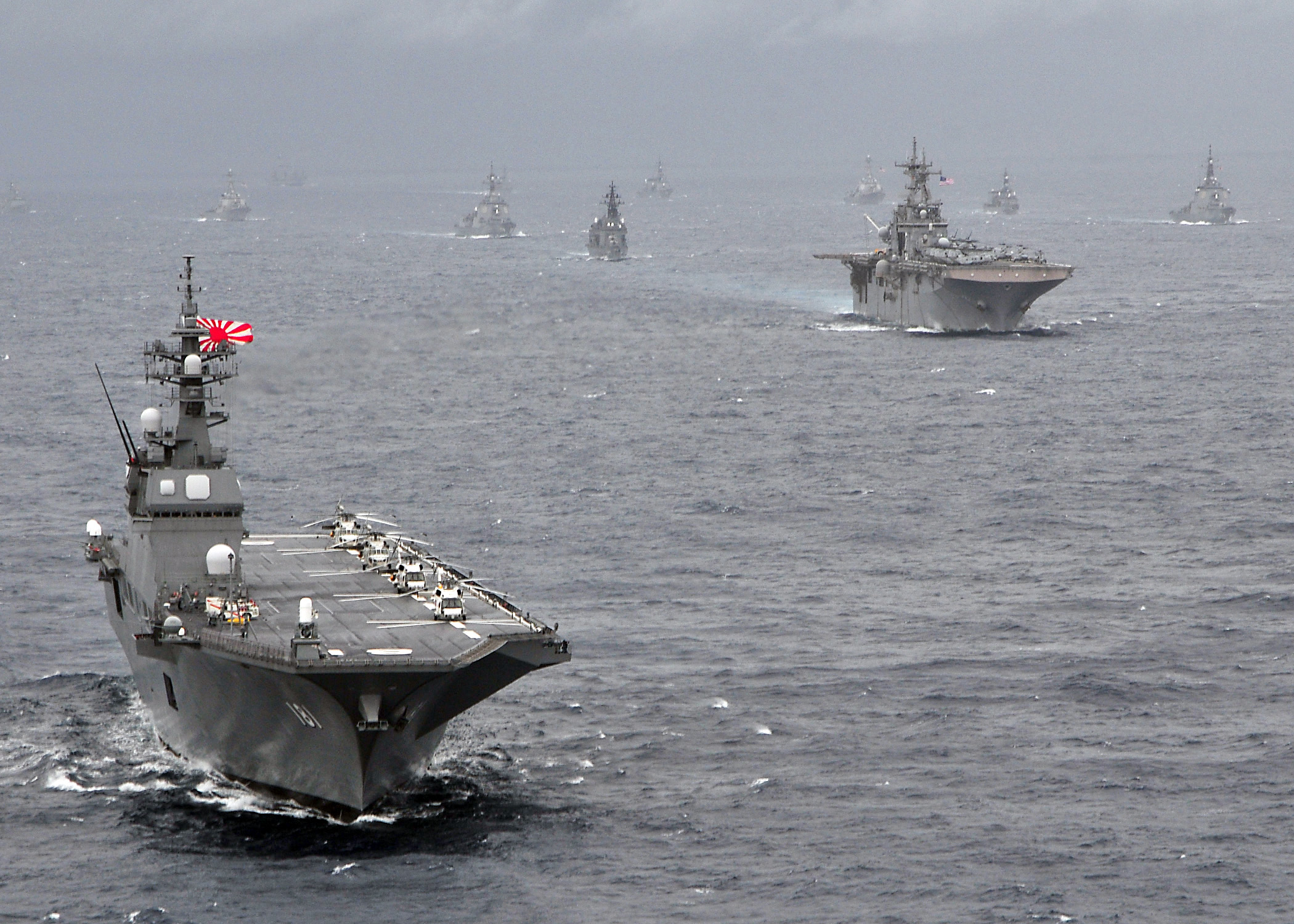
JS Hyūga
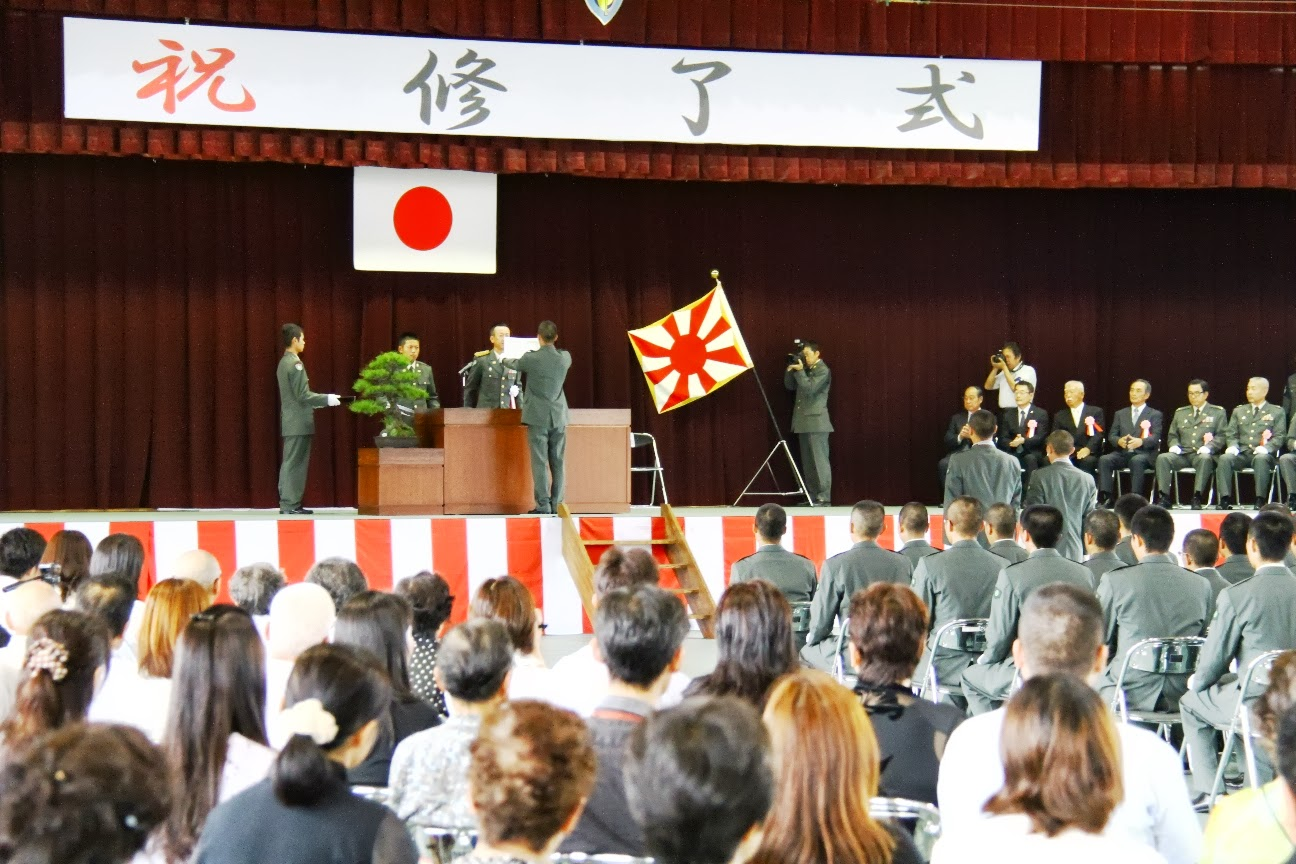
Bandiera delle forze di autodifesa del 46 ° reggimento di fanteria del JGSDF

### Esercito degli Stati Uniti

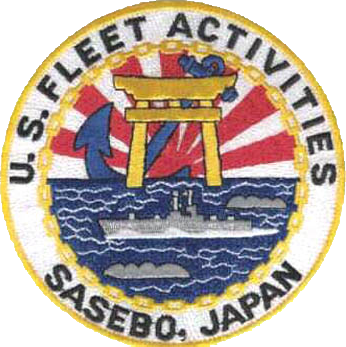
Emblema di United States Fleet Activities Sasebo
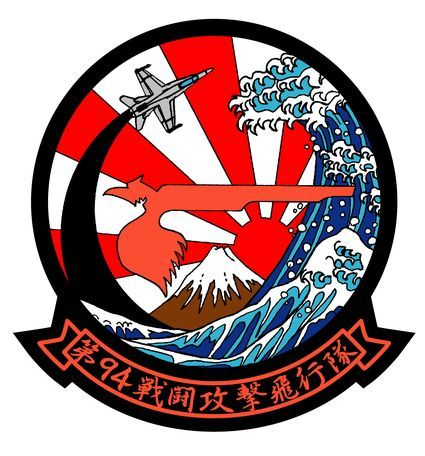
Patch di Strike Fighter Squadron 94
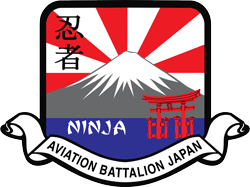
Emblema di U.S. Army Aviation Battalion Japan
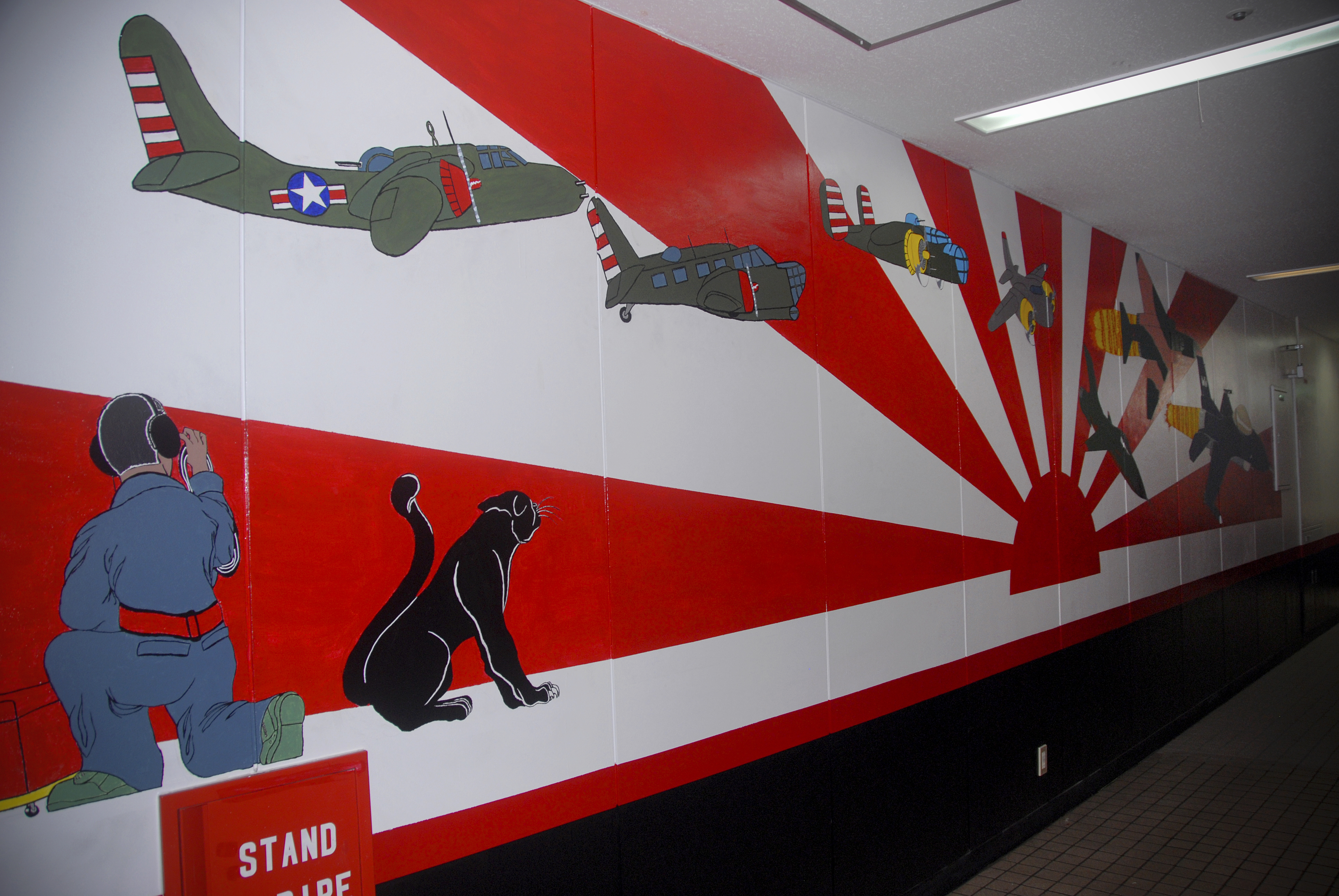
Il murale dipinto su un muro a Misawa Air Base, Giappone
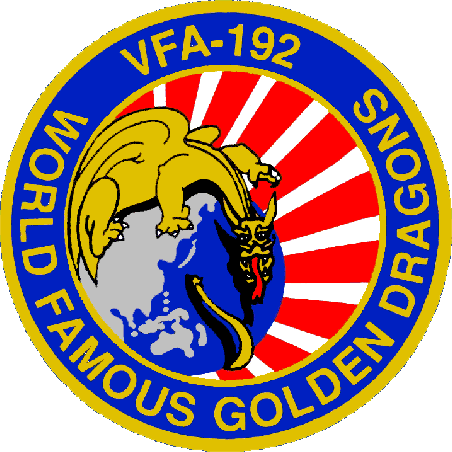
Ex insegne di Strike Fighter Squadron 192
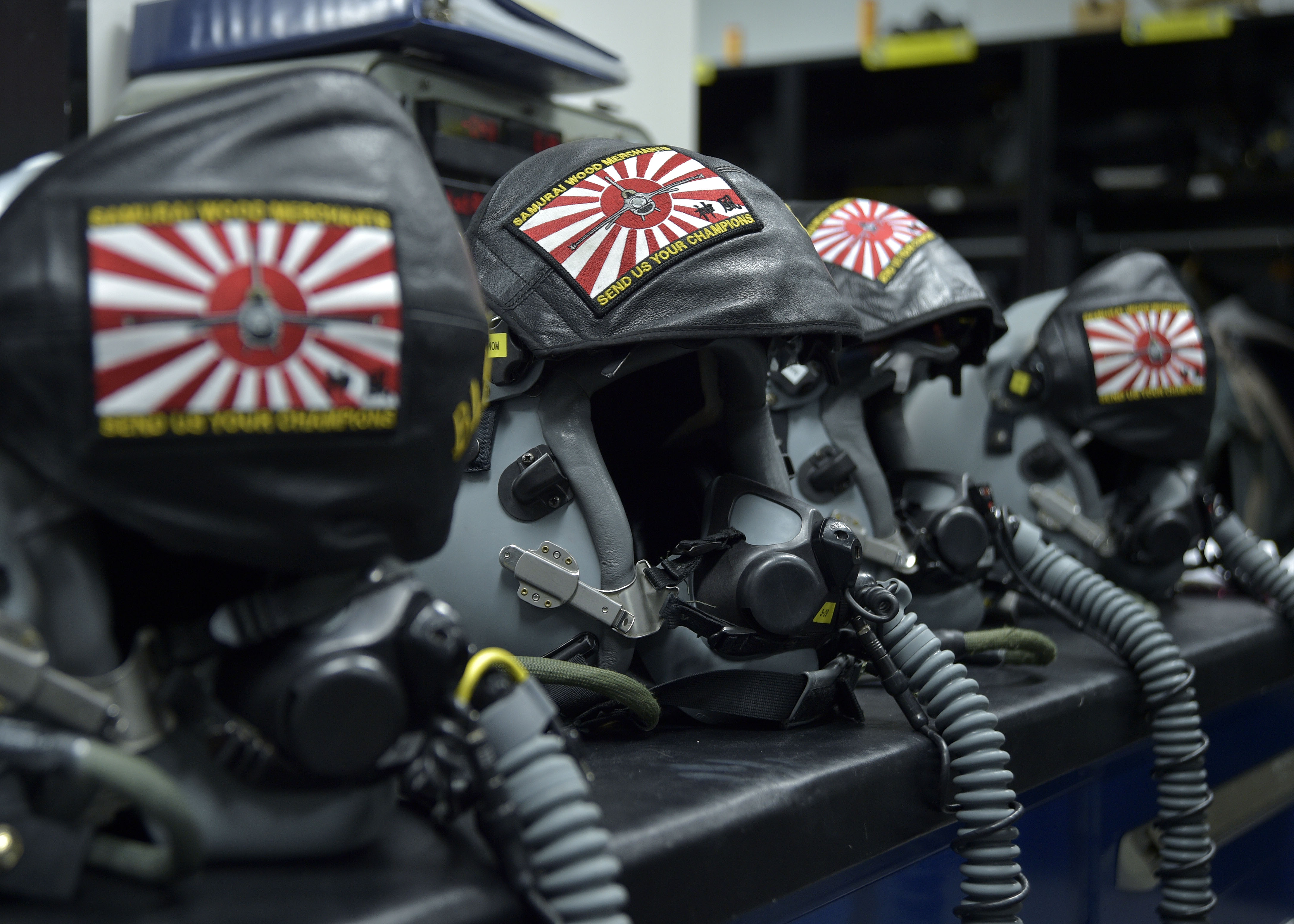
Sistema di stecca montato su elmetto con toppe del 14th Fighter Squadron